# Annibale Marini
Annibale Marini (Catanzaro, 5 dicembre 1940) è un giurista italiano, presidente della Corte costituzionale dal 10 novembre 2005 al 9 luglio 2006.

## Biografia
Professore ordinario di diritto civile presso l'Università degli Studi di Roma Tor Vergata, è stato nominato giudice costituzionale dal Parlamento in seduta comune il 18 giugno 1997. Ha giurato il 9 luglio 1997.
È stato eletto presidente della Corte costituzionale il 10 novembre 2005. Cessa dalla carica di presidente il 9 luglio 2006.
Dal mese di ottobre 2007, raggiunta l'età pensionabile, in virtù di apposita delibera del Consiglio di Facoltà, è professore emerito di Diritto civile presso la facoltà di Giurisprudenza dell'Università degli Studi di Roma Tor Vergata, nella quale è stato a lungo titolare della cattedra di Istituzioni di diritto privato.
Il 29 luglio 2010 è stato eletto dal Parlamento in seduta comune componente laico del Consiglio Superiore della Magistratura con 694 voti in quota PdL.
Avendo trascorso parte della sua giovinezza a Montepaone, in provincia di Catanzaro, nel 2006 il sindaco di Montepaone gli ha conferito la cittadinanza onoraria, consegnandogli durante una cerimonia ufficiale le chiavi del paese.
Ha ricevuto il conferimento della cittadinanza onoraria anche di Madonna di Campiglio.
Nel 2016 firma l'appello de Il Fatto Quotidiano a sostegno delle ragioni per il "No" per il referendum costituzionale sulla riforma Renzi-Boschi.
Il figlio Francesco Saverio, professore ordinario di "Istituzioni di diritto pubblico" a Tor Vergata, è stato eletto anche lui giudice della Consulta il 13 febbraio 2025.

## Pubblicazioni ed articoli
- in collaborazione con AA.VV.,La parità dei sessi nella rappresentanza politica, Giappichelli 2003 ISBN 88-348-3222-1
- in collaborazione con Arnaldo Morace Pinelli, Della nullità del matrimonio. Artt. 117-123, in Il Codice civile. Commentario, Giuffrè 2012